# 루시아노 가예티
루시아노 마르틴 가예티(스페인어: Luciano Martín Galletti luˈsjano ɣaˈleti[*]; 1980년 4월 4일, 부에노스 아이레스 주 라 플라타 ~)는 아르헨티나의 전 축구 선수로, 현역 시절 우측 미드필더로 활약했다.
가예티는 현역 선수로 14년을 활약하면서 주로 스페인의 사라고사와 아틀레티코 마드리드에서 활약했고, 올림피아코스에서도 활동하며 5번의 주요 대회 우승을 거두었다. 그는 2010년부터 2013년까지 은퇴 상태였지만, OFI에서 은퇴를 번복하고 단기간 활동하기도 했다.
2000년대에 아르헨티나 국가대표팀에서도 활약했던 가예티는 2005년 컨페더레이션스컵에도 참가했다.

## 클럽 경력

### 초기와 이탈리아 무대 경력
부에노스 아이레스 주 라 플라타 출신인 가예티는 에스투디안테스에서 축구를 시작했는데, 그의 부친 루벤 오라시오도 1970년대 에스투디안테스의 우측 공격수로 활동했다. 그는 2년차에 아르헨티나 프리메라 디비시온에서 24번의 경기에 출전하여 1골을 기록했다.
1999년 1월, 가예티는 이탈리아의 파르마에 입단했지만, 주전으로 도약하지 못했고, 이적 시장을 통해 또다른 이탈리아 구단인 세리에 B의 나폴리로 에스투디안테에서의 임대 이적 형태로 둥지를 옮겼다. 이후, 그는 2000-01 시즌에 자국 무대로 복귀했다.

### 사라고사
가예티는 2001년 여름에 사라고사와 계약하였고, 8월 26일에 1-2로 패한 에스파뇰과의 원정 경기에서 라 리가 첫 경기를 치른 것을 시작으로, 1년차를 27경기 출전 2골로 마무리했지만, 소속 구단은 리그 최하위로 강등되었다.
그 후로, 가예티는 아라곤 연고 구단의 붙박이 주전으로 도약하여 매년 최소 34경기 이상 출전했다. 2003-04 시즌, 그는 레알 마드리드와의 코파 델 레이 결승전에서 연장전 결승골로 소속 구단에 우승을 선사했다.

### 아틀레티코 마드리드
2005년 7월 29일, 가예티는 또다른 스페인 구단 아틀레티코 마드리드로 €4M에 이적했다. 10월 27일, 그는 이적 이후로 첫 골을 득점했는데, 소속 구단은 안방에서 카디스에 3-0 완승을 거두었고, 가예티는 알레티의 이날 마지막 득점자였다.
가예티는 매트리스 제작자들(Colchoneros) 일원으로서 보낸 2년차에 36번의 경기에 출전해 4골을 기록했고, 소속 구단은 리그를 7위로 마무리했다.

### 올림피아코스
2007년 6월 30일, 가예티는 그리스의 올림피아코스에 €2.5M의 이적료로 입단했다고 보도되었고, 4년 계약에 따라 €1.3M의 연봉을 받게 되었다. 2009년 5월 2일, 그는 AEK와의 키펠로 엘라도스 결승전에서 올림피아코스의 마지막 득점을 성공시켜 4-3으로 끌고 나갔지만, 직후 퇴장당해 동점골을 헌납하는 꼴을 봤지만, 극적인 승부차기 끝에 대회 우승을 차지했다. 같은 시즌에 그는 리그에서 개인 최다인 14골을 기록해 우승에 일조했고, 피레아스 연고 구단과의 계약을 2013년까지 연장했고, 새 계약서에는 €15M의 방출 조항이 붙었다.
2010년 2월 초, 가예티는 심각한 신부전 문제로, 시즌 남은 경기에서 빠지게 되었다. 그는 몇 달 후 여름에 불과 30세의 나이로 은퇴를 선언했다. 다행히도, 2012년 10월 초에 아버지 루벤의 콩팥을 받아 신장 이식수술이 성공적으로 끝났다.
가예티는 [[OFI 크레타|OFI}]에서 큰 성과를 거두지 못한 후 2014년 9월 3일에 올림피아코스로 복귀해 남아메리카 스카우터로 부임했다.

## 국가대표팀 경력
가예티는 1999년 남미 청소년 선수권 대회 8경기에 출전해 9골을 기록해 호나우지뉴와 로케 산타 크루스를 제치고 득점왕에 올랐고, 아르헨티나 U-20 국가대표팀은 파라과이에서 열린 대회에서 우승을 거두었다. 그는 성인 국가대표팀 경기에 13번 출전했는데, 2000년에 첫 경기에 출전했고, 2005년 컨페더레이션스컵 명단에 이름을 올려 대회에 참가하여 3번의 경기에 출전했는데, 이 중 1경기는 브라질과의 결승전 경기였다.

## 수상

### 클럽
사라고사
- 코파 델 레이: 2003–04
- 수페르코파 데 에스파냐: 2004

올림피아코스
- 수페르리가 엘라다: 2007–08, 2008–09
- 키펠로 엘라도스: 2007–08, 2008–09
- 수페르카프 엘라도스: 2007

### 국가대표팀
아르헨티나 U-20
- 남미 청소년 선수권 대회: 1999

아르헨티나
- 컨페더레이션스컵 준우승: 2005

### 개인
- 남미 청소년 선수권 대회 득점왕: 1999
- 수페르리가 엘라다 이번 시즌의 선수: 2008–09
- 수페르리가 엘라다 득점왕: 2008–09
- 수페르리가 엘라다 수페르리가 엘라다 최우수 외국인 선수: 2008–09
- 키펠로 엘라도스 도움왕: 2008–09[18]